# NORLA

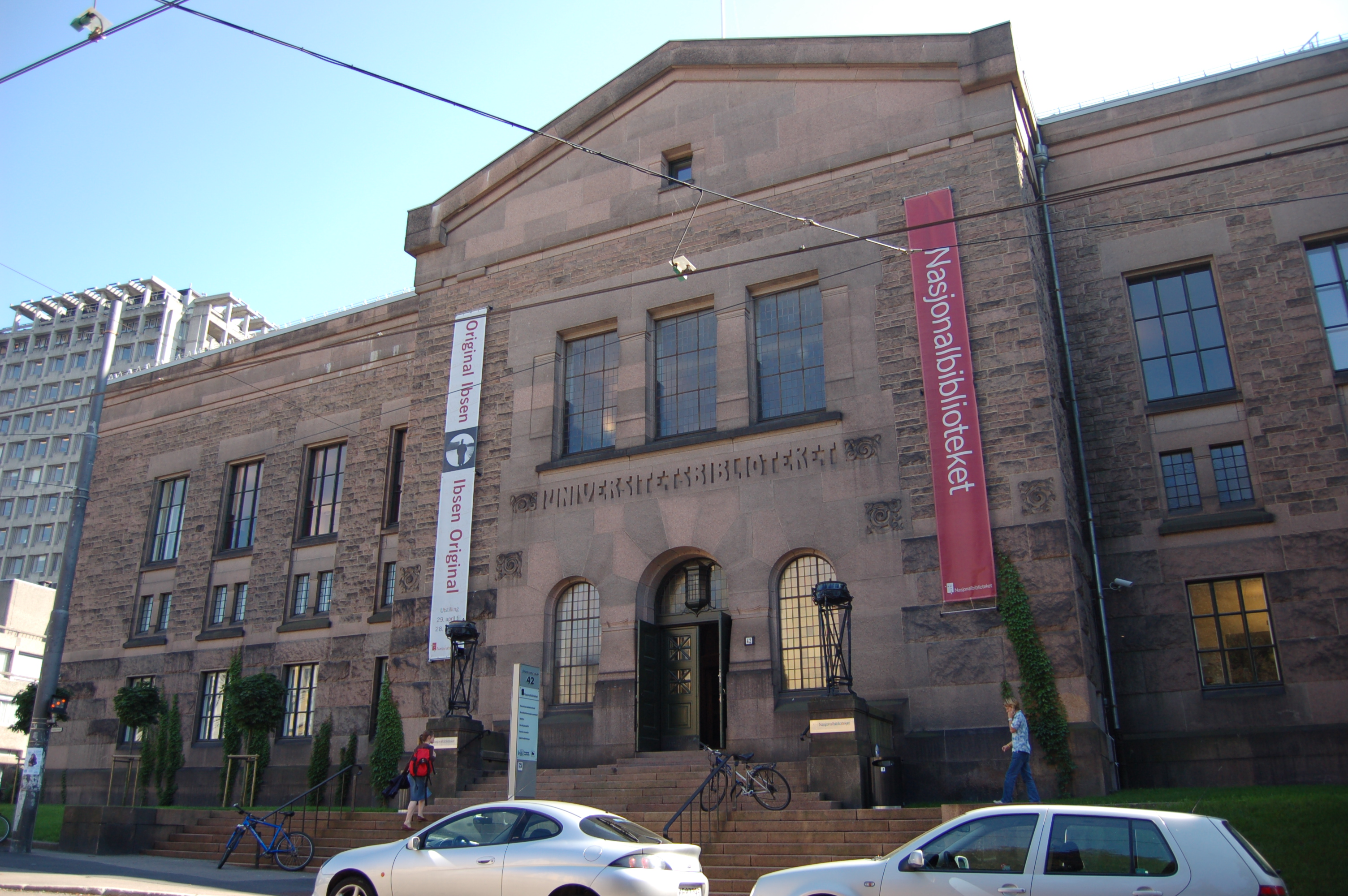
NORLA flyttade 2005 in i det renoverade Nasjonalbiblioteket på Drammensveien i Oslo.

NORLA - Center för norsk skön- och facklitteratur i utlandet är ett icke-kommersiellt informationskontor som skall sprida kunskap om och främja norska böcker och författare inom bokbranschen i utlandet. Driften och aktiviteterna betalas av den norska staten via Kultur- og kirkedepartementet. Det är 5-6 personer anställda vid kontoret. Gina Winje tog 2006 över som direktör för NORLA efter Kristin Brudevoll. 

## Historia
Kontoret for norsk litteratur i utlandet upprättades 1972 för att stimulera försäljning av norska författarrättigheter till utlandet. NORLA omorganiserades 1987. Informationskontoret hade 1994 ett statstillskott på två miljoner norska kronor. Namnet NORLA är en förkortning av Norewgian Literature Abroad («norsk litteratur utomlands»). NORLA flyttade 2005 till nya lokaler i Nasjonalbiblioteket på Drammensveien i Oslo där det är samlokaliserat med Nasjonalbiblioteket, Norsk barnebokinstitutt, Musikkinformasjonssenteret, Norsk Jazzarkiv och Norsk visearkiv.

## Aktiviteter
NORLA hjälper norska författare och förlag att knyta kontakter med utländska förlag, översättare och andra som är intresserade av norsk litteratur. Kontoret utger också publikationer om norska böcker, däribland magasinet Norwegian Literature, deltar på bokmässor utomlands, arrangerar översättarseminarier och stöttar översättningar från norska ekonomiskt.

## Priser och utmärkelser
- Bragepriset 2004